# 広島県不当な街宣行為等の規制に関する条例
広島県不当な街宣行為等の規制に関する条例（ひろしまけんふとうながいせんこういとうのきせいにかんするじょうれい）とは、広島県が制定した、街宣車を規制する条例である。略称は広島県街宣車規制条例。

## 内容
街宣車の拡声機を使った誹謗中傷や著しく粗暴な言動だけでなく、従来の拡声機暴騒音規制条例では取り締まれなかった街宣車が事務所等の周辺で周回するなど街宣車の存在を殊更に示す行為を反復する行為についても「特定街宣行為」と定義し、正当な理由がないのにその相手方に身体の安全、事務所等の平穏、名誉若しくは信用又は財産が害されることに対する不安又は困惑を覚えさせる特定街宣行為等を禁止行為としている。禁止行為を行う者について広島県警察は警告を、広島県公安委員会は禁止命令をそれぞれ出すことができ、そのために必要があると認めるときは必要な限度において報告や立ち入りをすることができ、禁止命令に違反した場合は6ヶ月以下の懲役又は20万円以下の罰金を科すことを規定している。

## 歴史
2005年10月5日に議会で成立。2006年1月1日に施行。